# Емел Етем Тошкова
Емел Етем Тошкова е български политик от Движението за права и свободи (ДПС).

## Биография

### Образование и кариера на технолог
Родена на 4 март 1958 г. в Долно Ряхово . През 1981 г. завършва Висшето техническо училище „Ангел Кънчев“ в Русе и получава магистърска степен по технология на машиностроенето. От 1981 до 1992 г. работи като технолог и конструктор в завод за електроинсталационни материали „Найден Киров“ в Русе.

### Кариера на политик на областно ниво
От 1990 г. Емел Етем е член и учредител на Движението за права и свободи и на Демократичен синдикат Конфедерация на труда „Подкрепа“ в региона на Русе.
За периода 1990–1991 г. Емел Етем е член на временната управа на Община Русе, а от 1991 до 1994 г. е съветник в общинския съвет на град Русе от листата на ДПС.
От 1990 до 1993 г. заема различни ръководни длъжности в структурите на ДПС на областно ниво.
През 1992 г. Емел Етем е избрана за конфедерален секретар на КТ „Подкрепа“ на II конгрес на синдиката.

### Народен представител
От 1993 до 1996 г. председателства Комисията по етика към ДПС. През 1996 г. е избрана за член на Централното оперативно бюро на Движението за права и свободи, а през 2000 – за заместник-председател на партията. От 1997 до 2005 г. е народен представител в XXXVIII, XXXIX и XL народно събрание.
През 2001 г. е избрана за заместник-председател на Парламентарната комисия по медиите към 39-ето народно събрание. Емел Етем е член на Парламентарната комисията по културата към XXXIX НС, както и участник в Делегацията в парламентарното измерение на Централноевропейската инициатива.
През 2002 г. Емел Етем става почетен член на Съвета на настоятелството на Русенския университет „Ангел Кънчев“.
През 2004 г. става член на Временната парламентарна комисия за проучване на данните по твърденията за финансиране на Българската социалистическа партия от режима на Саддам Хюсеин в Ирак.
През 2005 г. участва във Временната парламентарна комисия за обсъждане и приемане на законопроекта за ратифициране на Договора за присъединяване на Република България и Румъния към Европейския съюз, Протокола относно условията и договореностите за приемане на Република България и Румъния към Европейския съюз, Акта относно условията за присъединяване на Република България и Румъния и промени в Учредителните договори на Европейския съюз и Заключителния акт по присъединяването на Република България към Европейския съюз, подписани на 25 април 2005 г. в Люксембург.

### Министър
От 17 август 2005 е заместник министър-председател и министър на държавната политика при бедствия и аварии на Република България, а от 24 април 2008 г. с решение на Народното събрание Емел Етем е избрана за заместник министър-председател и министър на извънредните ситуации.
Ha 5 март 2009 г. получава военно звание майор от мобилизационния резерв на българската армия. Етем със заповед на военния министър Николай Цонев е с военно офицерско звание майор. Церемонията, на която министър Емел Етем получава званието, се извършва в сградата на Министерството на отбраната и не е оповестена предварително.
След изборите през 2009 г. Емел Етем се оттегля от правителството и политиката.
Ползва английски, руски и турски език.

## Семейство
Емел Етем Тошкова е омъжена за Стефан Иванов Тошков, имат един син – Илиан Тошков.